# Everyday Now
Everyday Now – trzeci singiel szkockiego zespołu Texas pochodzący z ich pierwszego albumu Southside, wydany w roku 1989. Uplasował się na 44. miejscu oficjalnej listy UK Singles Chart

## Lista utworów

### wersja 7" / Wielka Brytania / TEX 3 / 874 700-7[3]
| A. | "Everyday Now"         |  |
|    | Spiteri / McElhone     |  |
| B. | "Waiting For The Fall" |  |
|    | Spiteri / McElhone     |  |

## Lista utworów (inne wersje)

### wersja 12" / Wielka Brytania / TEX 312 / 872 777-1[4]
| A.  | "Everyday Now"         |  |
|     | Spiteri / McElhone     |  |
| B1. | "Faith"                |  |
|     | Spiteri / McElhone     |  |
| B2. | "Waiting For The Fall" |  |
|     | Spiteri / McElhone     |  |

### wersja CD / Wielka Brytania & EU / TEX CD3 / 874 701-2[5]
| 1. | "Everyday Now"                 | 4:37  |
|    | Spiteri / McElhone             |       |
| 2. | "Waiting For The Fall"         | 3:37  |
|    | Spiteri / McElhone             |       |
| 3. | "Future Is Promises"           | 3:36  |
|    | Spiteri / McElhone / McErlaine |       |
| 4. | "Fool For Love"                | 4:05  |
|    | Spiteri / McElhone / Armstrong |       |
|    |                                | 15:55 |
|    |                                |       |Utwór 3 nagrywany w Radio Piccadilly 1152, Utwór 4 nagrywany na żywo w Radio Clyde

### wersja MC / Wielka Brytania / TEX MC3 / 874 700-4[6]
| 1. | "Everyday Now"         |  |
|    | Spiteri / McElhone     |  |
| 2. | "Waiting For The Fall" |  |
|    | Spiteri / McElhone     |  |

## Miejsca na listach przebojów
| Lista                        | Pozycja |
| ---------------------------- | ------- |
| UK (Official Charts Company) | 44      |
| Australia (ARIA Charts)      | 52      |
| Francja (SNEP)               | 25      |

## Twórcy
Źródło

### Skład podstawowy
- Sharleen Spiteri – śpiew, gitara
- Johnny McElhone – bass
- Ally McErlaine – gitara
- Stuart Kerr – perkusja, śpiew

### Gościnnie
- Eddie Campbell – instrumenty klawiszowe

### Personel
- Realizacja nagrań – Simon Vinestock, Nick Garside ("Future Is Promises")
- Manager muzyczny – GR Management
- Producent – Tim Palmer, Texas ("Waiting For The Fall"), Harvey Jay Goldberg, Jimmy Biondolillo ("Fool For Love"), John McElhone, Kenny Macdonald ("Faith")
- Zdjęcia – Pennie Smith
- Okładka – Bullitt